# Мокряки (Григоріопольський район)
Мокряки (рос. Мокряки; рум. Mocreachi) — село в Григоріопольському районі в Молдові (Придністров'ї). Населення становить 30 осіб. Входить до складу Гиртопської сільської ради. 
Станом на 2004 рік у селі проживало 33,3% українців[джерело?].